# ان‌جی‌سی ۷۲۱۳
ان‌جی‌سی ۷۲۱۳ (انگلیسی: NGC 7213) یک کهکشان عدسی شکل است که در صورت فلکی درنا قرار دارد. این کهکشان در فاصله حدوداً ۷۰ میلیون سال نوری از زمین قرار دارد، که با توجه به ابعاد ظاهری آن، به این معنی است که NGC 7213 حدود ۷۵۰۰۰ سال نوری وسعت دارد.